# 里弗賽德鎮區 (密蘇里州克里斯蒂安縣)
里弗賽德鎮區（英語：Riverside Township）是位於美國密蘇里州克里斯蒂安縣的一個行政鎮區。

## 地方資料
里弗賽德鎮區的面積為27.72平方千米，當中陸地面積為27.50平方千米，而水域面積為0.22平方千米。根據2020年美國人口普查的數據，當地共有人口8505人，而人口密度為每平方千米306.82人。